# Вікторія Роялс
«Вікторія Роялс» — канадійський молодіжний хокейний клуб, що представляє місто Вікторія, Британська Колумбія. Команда виступає у дивізіоні Британської Колумбії західної конференції Західної хокейної ліги. Домашнім майданчиком колективу є Меморіальний центр Save-On-Foods, котрий під час хокейного матчу здатен вмістити близько 7-ми тисяч уболівальників.

## Історія
Історія франшизи починається з 2006 року, коли був створений клуб Чілівак Брюїнс, котрий і виступав з сезону 2006-07 років в ЗХЛ.
У 2011 році клуб переїхав у Вікторію, де суттєво збільшилась уболівальницька підтримка команди (близько п'яти тисяч глядачів в середньому на матчі).

## Результати по сезонах
Скорочення: І = Ігри, В = Виграші, Н = Нічиї, ПО = Поразки не в основний час гри, П = Поразки, ГЗ = Голів забито, ГП = Голів пропущено, О = Очки
| Сезон     | Ліга | І  | В  | ПО | П  | ГЗ  | ГП  | О   | Місце     | Плей-оф                            |
| 2011-2012 | ЗХЛ  | 72 | 24 | 7  | 41 | 233 | 325 | 55  | 18-е з 22 | Програш в чвертьфіналі конференції |
| 2012-2013 | ЗХЛ  | 72 | 35 | 7  | 30 | 223 | 252 | 77  | 12-е з 22 | Програш в чвертьфіналі конференції |
| 2013-2014 | ЗХЛ  | 72 | 48 | 4  | 20 | 238 | 181 | 100 | 5-е з 22  | Програш в півфіналі конференції    |